# Zaire nos Jogos Olímpicos de Verão de 1996
O Zaire (atual República Democrática do Congo) participou dos Jogos Olímpicos de Verão de 1996 em Atlanta, Estados Unidos. A delegação foi composta por 14 desportistas.

## Desempenho

### Atletismo
Masculino
| Atleta        | Evento   | Final   | Final |
| Atleta        | Evento   | Res.    | Pos.  |
| ------------- | -------- | ------- | ----- |
| Willy Kalombo | Maratona | 2:17:01 | 16º   |
| Kaleka Mutoke | Maratona | 2:34:40 | 96º   |

### Basquetebol
Feminino
| Equipe | Fase de grupos                                                                                                   | Fase de grupos | Quartas-de-final       | Semifinal                                     | Final                                    | Pos. |
| Equipe | Adversário e resultado                                                                                           | Pos.           | Adversário e resultado | Adversário e resultado                        | Adversário e resultado                   | Pos. |
| --- | --- | -------------- | ---------------------- | --------------------------------------------- | ---------------------------------------- | ---- |
| Mabika Mwadi Lukengu Ngalula Kasala Kamanga Muene Tshijuka Mukendi Mbuyi Kakengwa Pikinini Zaina Kapepula Patricia Ngoyi Kongolo Amba Lileko Bonzali Kaninga Mbambi Daunai Lobela | UKR Ucrânia D 65–81 AUS Austrália D 45–91 USA Estados Unidos D 47–107 KOR Coreia do Sul D 71–95 CUB Cuba D 59–73 | 6º (gr. B)     |                        | Disputa do 9º ao 12º lugar: CHN China D 67–91 | Disputa do 11º lugar: CAN Canadá D 46–88 | 12º  |

Legenda
| Recorde mundial      | Recorde mundial (World record)               |                       | Recorde africano                      | Recorde africano (African) |                                           | Q | Classificado por posição (Qualified) |
| Recorde olímpico     | Recorde olímpico (Olympic record)            | Recorde da América    | Recorde da América (Americas)         | q                          | Classificado por melhor tempo (Qualified) |   |                                      |
| Melhor marca do ano  | Melhor marca do ano (World leading)          | Recorde asiático      | Recorde asiático (Asian)              | DNS                        | Não largou (Did not start)                |   |                                      |
| Recorde nacional     | Recorde nacional (National record)           | Recorde europeu       | Recorde europeu (European)            | DNF                        | Não terminou (Did not finish)             |   |                                      |
| Recorde pessoal      | Recorde pessoal do atleta (Personal best)    | Recorde da Oceania    | Recorde da Oceania (Oceania)          | DSQ / DQ                   | Desclassificado (Disqualified)            |   |                                      |
| Recorde da temporada | Recorde da temporada do atleta (Season best) | Recorde sul-americano | Recorde sul-americano (South America) | NM                         | Sem marca (No mark)                       |   |                                      |